# 佐渡市立両津病院
佐渡市立両津病院（さどしりつりょうつびょういん）は、新潟県佐渡市梅津にある医療機関。佐渡市立相川病院とともに佐渡市内に2院ある市立病院の一つである。

## 概要
1957年（昭和32年）6月1日に「両津病院」として竣工開設された病院で、開院当初は病床数86床で、経営は佐渡厚生連に委託されていた。
1960年（昭和35年）6月に佐渡厚生連との委託契約が満了し、両津市の市立経営の病院となった（病床数70床）。「両津市民病院」となったのは1981年（昭和56年）1月である。
旧病院は新潟県佐渡市浜田177−1にあった。しかし、建物や機械設備の老朽化が著しく、2013年（平成25年）には耐震性能の不足が判明していた。
そのため佐渡市梅津の旧両津文化会館及びその周辺を建設候補地に選定し、2025年（令和7年）4月20日に地上4階地下1階建ての新病院が竣工し、同年5月1日に開院、5月7日から診療を開始した。新病院では病床数を60床としている。

## 診療科

### 常設
内科外来、小児科外来、歯科口腔外科がある。
- 内科[5]
- 小児科[5]
- 歯科口腔外科[5]

### 非常設
非常勤で外科、整形外科、産婦人科、耳鼻咽喉科、矯正歯科がある。
- 外科[5]
- 整形外科[5]
- 産婦人科[5]
- 耳鼻咽喉科[5]
- 矯正歯科[5]

## 指定
- 救急病院[4]
- へき地医療拠点病院[4]

## 交通アクセス
- 新潟交通路線バス
  - 佐渡汽船ターミナルから
    - 本線：上町十字路下車（徒歩14分）[7]
    - 内海府線：船場町下車（徒歩4分）[7]